# Dicranomyia (Peripheroptera) vivasberthieri
Dicranomyia (Peripheroptera) vivasberthieri is een tweevleugelige uit de familie steltmuggen (Limoniidae). De soort komt voor in het Neotropisch gebied.